# 横井啓二
横井 啓二（よこい けいじ、1930年7月15日 - ）は、元プロ野球選手。ポジションは捕手、内野手。

## 来歴・人物
石川県金沢市出身。金沢三中時代は、1948年春の甲子園に出場（初戦で、北野中に3-5で惜敗）。夏は投手・三塁手・右翼手など、色々な守備についたが県大会予選でライバルの金沢一中に敗退し、甲子園に行けなかった。
卒業後は、社会人野球の強豪・日鉄鉱業二瀬に入団。ここで真野春美監督と出会い、真野監督が同じ大学（明治大学）の後輩に当たる松木謙治郎に三船正俊投手と共に紹介したことが縁で、1951年に大阪タイガースに入団した。石川県出身者としては初のプロ野球選手かつ初のタイガース選手でもあったが、翌1952年に選手登録（1952年は内野手、1953年は捕手として登録）されるも三船とは違い、一軍出場を果たすことなく1953年に退団した。
阪神退団後は日鉄鉱業二瀬に復帰し、1957年まで現役生活を続けた。
大根晃とは誕生日が同じ（横井の方が5歳年上）、高校（ただし、横井は学制改革前の旧制中学として卒業）の先輩・後輩、そしてタイガースでも背番号36を引き継ぐなど共通点が多くある。

## 詳細情報

### 年度別打撃成績
- 一軍公式戦出場なし

### 背番号
- 36 （1951年 - 1953年）